# 루트 무팡
루트 무팡(독일어: Ruth Moufang, 1905년 1월 10일 ~ 1977년 11월 26일)은 독일의 수학자이다. 결합 법칙을 따르지 않는 대수 구조를 연구하였다.

## 생애
1905년 1월 10일 독일 다름슈타트에서 태어났다. 아버지 에두아르트 무팡(독일어: Eduard Moufang)은 화학자였고, 어머니는 엘제 페히트 무팡(독일어: Else Fecht Moufang)이었다.
프랑크푸르트 대학교에 입학하여 수학을 공부하였다. 1931년에 막스 덴 아래서 사영기하학에 대한 논문으로 박사 학위를 수여받았다. 이후 1932년을 로마 라 사피엔차 대학교에서 보낸 뒤, 귀국하여 쾨니히스베르크 대학교와 프랑크푸르트 대학교에서 강의하였다.
나치 당이 독일의 정권을 잡은 뒤, 여성인 무팡이 강의하는 것을 금지하였다. 전후 1946년에 프랑크푸르트 대학교에 복직하여 이 대학교의 최초의 여성 교수가 되었다.
1977년 프랑크푸르트암마인에서 사망하였다.

## 참고 문헌
- Srinivasan, Bhama (1984). “Ruth Moufang, 1905–1977”. 《The Mathematical Intelligencer》 (영어) 6 (2): 51–5. doi:10.1007/BF03024157. ISSN 0343-6993.